# Víctor Loyola
Víctor Jesús Alfredo Loyola Pando (Santiago del Cile, 22 giugno 1981) è un ex calciatore cileno, di ruolo portiere.

## Palmarès

### Club

#### Competizioni nazionali
- Campionato cileno: 1

Colo-Colo: Clausura 2002